# (523658) 2012 DW98
(523658) 2012 DW98 est un objet transneptunien faisant partie des cubewanos.

## Caractéristiques
(523658) 2012 DW98 mesure environ 260 km de diamètre.